# Eljigidey
Eljigidey, noto anche come Eljigidai oppure Iljigidei (in arabo يلجيكداى‎?; ... – 1329), è stato un condottiero mongolo, khan del Khanato Chagatai dal 1326 al 1329.

## Biografia
Lontano discendente di Gengis Khan, Eljigidey era figlio di Duwa, khan del Khanato Chagatai dal 1282 al 1307.
Suo fratello maggiore Kebek regnò anch'egli su Chagatai dal 1309 al 1310, in un periodo caratterizzato da continue lotte per il potere fra le più potenti famiglie del regno. La morte di Kebek nel 1326 sancì la fine del suo secondo regno, inframezzato da quello del fratello Esen Buka: ciò creò i presupposti per l'ascesa politica di Eljigidey, che approfittò del momento per impossessarsi del trono di Chagatai.
Contrariamente ai suoi predecessori, durante il suo regno accolse con favore la predicazione dei Domenicani ed abbracciò la fede cristiana, facendo edificare a Samarcanda (su un basamento sottratto ad alcuni musulmani) una chiesa dedicata a San Giovanni Battista. Il khan scrisse al papa Papa Giovanni XXII due lettere, di cui si fecero ambasciatori due Domenicani di Samarcanda, uno dei quali era Tommaso di Mancasola, il più importante missionario del suo Ordine nell'Impero dei Tartari di mezzo.
Eljigidey fu coinvolto nelle lotte per la successione all'interno della dinastia mongola degli Yuan, che regnava da diversi decenni sulla Cina. Il suo alleato Kuśala fu incoronato imperatore il 27 febbraio 1329 a Karakorum, ma morì in circostanze sospette poco tempo dopo. Per placare la rabbia di Eljigidey, il nuovo imperatore Tugh Temür inviò a Chagatai Naimantai, discendente del noto Mukhali, che gli consegnò un sigillo imperiale. Ancor prima che egli potesse instaurare alcun tipo di rapporto con la nuova corte cinese, Eljigidey venne spodestato e ucciso dal fratello Duwa Temür.